# Manfred Zabel
Manfred Zabel (* 1938 in Hagen) ist ein deutscher evangelischer Theologe, Sozialethiker und theologischer Anthropologe.

## Leben und Werk
Manfred Zabel war von 1966 bis 1972 Studentenpfarrer an der Fachhochschule und der Pädagogischen Hochschule in der nordrhein-westfälischen Stadt Siegen sowie nebenamtlicher Dozent in den Allgemeinwissenschaftlichen Seminaren (AWS) an den Ingenieurschulen für Maschinenbau und Elektrotechnik, sowie Bauwesen und Architektur.
Zabel erhielt – ohne Dissertation und Habilitation – im Jahr 1972 eine Professur für Theologie und hatte den Lehrstuhl für Sozialethik und theologische Anthropologie an der Universität Siegen inne. Er war auch Dekan des Fachbereichs 1 – Philosophie, Religionswissenschaften, Gesellschaftswissenschaften. Von 1979 bis 1980 war er Vorsitzender der Evangelischen Arbeitsgemeinschaft für Kriegsdienstverweigerung und Frieden.
Zabel war Gründungsmitglied der AG Solidarische Kirche. Er war langjähriger Vorsitzender der Gesellschaft für christlich-jüdische Zusammenarbeit e.V. in Siegen. Er war bis 2014 Vorstandsmitglied des Internationalen Bildungs- und Begegnungswerk e.V. in Dortmund (IBB) und engagiert sich insbesondere in Belarus.

## Schriften
- Manfred Zabel: Die Heimatsprache der Begeisterung – Ausgewählte Reden und Schriften von Fritz Fries 1887–1967. Vorländer, Siegen 1990, ISBN 3-923483-03-1.
- Johannes Rau (Autor), Rüdiger Reitz (Herausgeber), Manfred Zabel (Herausgeber): LebensBilder. Mit Texten von Johannes Rau. Gütersloher Verlagshaus, Gütersloh 1992, ISBN 3-579-02192-3.
- Manfred Zabel et al.: Märtyrer der belarussischen Christen im 20. Jahrhundert. Hrsg.: Alexander Schewtschuk, IBB, Dortmund 2001, ISBN 3-935950-01-2.
- Manfred Zabel, Uwe Gartenschläger: Die Stadt Minsk während der deutschen Besetzung (1941–1944). IBB, Dortmund 2001, ISBN 3-935950-04-7.